# Cantonul Vire
Cantonul Vire este un canton din arondismentul Vire, departamentul Calvados, regiunea Basse-Normandie, Franța.

## Comune
| Comune                                       | Populație (1999) | Cod poștal | Cod INSEE |
| -------------------------------------------- | ---------------- | ---------- | --------- |
| Coulonces                                    | ...              | 14500      | 14187     |
| Maisoncelles-la-Jourdan                      | ...              | 14500      | 14388     |
| Roullours                                    | ...              | 14500      | 14545     |
| Saint-Germain-de-Tallevende-la-Lande-Vaumont | ...              | 14500      | 14584     |
| Truttemer-le-Grand                           | ...              | 14500      | 14717     |
| Truttemer-le-Petit                           | ...              | 14500      | 14718     |
| Vaudry                                       | ...              | 14500      | 14730     |
| Vire                                         | ...              | 14500      | 14762     |